# Đurevac
Đurevac (pronunciación en serbio: /Ђуревац/) es un pueblo del municipio de Blace, Serbia. Según el censo de 2002, el pueblo tiene una población de 353 personas. 